# Клайн-Швехтен
Клайн-Швехтен (нем. Klein Schwechten) — община в Германии, в земле Саксония-Анхальт. 
Входит в состав района Штендаль. Подчиняется управлению Арнебург-Гольдбек.  Население составляет 535 человек (на 31 декабря 2006 года). Занимает площадь 18,91 км².